# 2 (število)
2 (dvá) je naravno število, za katero velja 2 = 1 + 1 = 3 − 1.

## V matematiki
- 2 je sodo število.
- najmanjše Čenovo praštevilo.
- najmanjše Eisensteinovo praštevilo brez imaginarnega ali realnega dela oblike {\displaystyle 3n-1}.
- najmanjše fakultetno praštevilo 2 = 1! + 1.
- najmanjše Higgsovo praštevilo.
- najmanjše nedotakljivo število, saj ne obstaja nobeno takšno celo število x, da bi bila vsota njegovih pravih deliteljev enaka 2.
- najmanjše palindromno praštevilo.
- najmanjše praštevilo Germainove.
- najmanjše Ramanudžanovo praštevilo.
- najmanjše število, ki je vsota dveh kvadratov naravnih števil 2 = 12 + 12.
- najmanjše število, ki je vsota dveh kubov naravnih števil 2 = 13 + 13.
- najmanjše Tabitovo število in najmanjše Tabitovo praštevilo {\displaystyle 2=3\cdot 2^{0}-1\,\!}.
- najmanjše zelo sestavljeno število.
- najmanjše Cantorjevo število po definiciji.
- drugo Perrinovo število.
- drugo podolžno število {\displaystyle 2=1\cdot 2=0+2\;\,}.
- drugo Schröderjevo število.
- drugo število Markova.
- drugo Ulamovo število po definiciji.
- drugo Størmerjevo število.
- tretje Catalanovo število {\displaystyle C_{2}={\frac {2\cdot 2 \choose 2}{2+1}}=2}.
- tretje Bellovo število.
- tretje Pellovo število.
- četrto Fibonaccijevo število 2 = 1 + 1.
- prvi člen Sylvestrovega zaporedja: 2 = 1 + 1.
- Harshadovo število.
- število rešitev Známovega problema dolžine 5.
- število različnih prostih tromin.

## V znanosti
- vrstno število 2 ima helij (He).
- prvo magično število v fiziki.

## V filozofiji
- število 2 je bilo skozi zgodovino do odkritja števila 0 prvi števnik, medtem ko je 1 preprosto predstavljalo enoto, v sebi nerazdeljivo osnovo, ki ga je Platon postavil kot mistično enoto – Eno. Število 2 je zato v platonizmu  prvo število, ki označuje množino stvari v razmerju med Enim in mnoštvom.

## V jezikoslovju
- dvojina je slovnično število, ki ga imajo redki jeziki, slovenščina je med njimi.

### Števniki
- glavni: dva, tudi dve
- vrstilni: drugi
- ločilni: dvój
- množilni: dvójen
- prislov: drugič

### Drugi izrazi za dva
- par, dubleta, duet, dvojica, dvojčka, dvojak, dvojec, toplar

## Drugje
- 02 je telefonska klicna številka omrežne skupine Maribora in okolice.

### Leta
- 2 pr. n. št.
- 2, 2002